# Felix du Temple
Felix du Temple, född 1823, död 1907, var en fransk marinofficer.
Temple konstruerade och byggde det första franska flygplanet som han även fick patent på 1857. Flygplanet var ett monoplan och blev vid första flygförsöken det första flygplan som lättat från marken. Vid flygförsöken 1874 startade man från en sluttande ramp men flygplanet kunde inte hålla höjden i rak flygning.